# 钝头轮藻属
钝头轮藻属（学名：Obtusochara）为轮藻科的一个属。

## 下属物种
本属包括以下物种：
- Obtusochara jianglingensis
- Obtusochara mitella
- Obtusochara prima Maedel, 1953